# Любимова, Надежда Юрьевна
Наде́жда Ю́рьевна Люби́мова (род. 28 декабря 1959, Ленинград) — советская гребчиха, серебряный призёр Олимпийских игр. Мастер спорта СССР международного класса.

## Карьера
На Олимпиаде в Москве в составе парной четвёрки с рулевым выиграла серебряную медаль.